# Římský diktátor
Diktátor (latinsky dictator, „ten, který přikazuje“) byl v římské republice mimořádný politický úřad (magistratus extraordinarius), jenž byl ustavován za složitých politických nebo vojenských okolností. Do jeho kompetence spadaly výjimečné úkoly vymykající se působnosti řádných magistrátů. Nositel této funkce byl oficiálně titulován magister populi („velitel lidu“), praetor maximus („nejvyšší praetor“) a magister peditum („velitel pěchoty“). K ustavení diktátora bylo třeba usnesení římského senátu (senatusconsultum), jímž byl jeden z konzulů pověřen jeho jmenováním. Na diktátora se jako na jediného římského úředníka nevztahovaly římské zákonné zásady kolegiality (zastávání téhož úřadu několika jedinci současně), annuity (vykonávání úřadu po dobu jednoho roku) a odpovědnosti (po skončení funkčního období nemohl být volán k zodpovědnosti za činy z doby vykonávání úřadu). Jakožto nejvyšší úředník nadřazený všem ostatním byl diktátor doprovázen dvaceti čtyřmi liktory.

## Zřízení a ustavení diktátora
Po legendárním svržení království (kolem roku 510 př. n. l.) a nastolení římské republiky spočívala nejvyšší moc ve státě v rukou dvou každoročně volených konzulů, kteří mohli uplatňovat veto (ius intercessionis) vůči opatřením svého kolegy, čímž měli být římští občané chráněni před tyranskou zvůlí jednotlivce. Brzy se ale ukázalo, že v okamžicích vážného vnějšího ohrožení je k zajištění bezpečnosti státu vhodnější vláda jedince, kterému by po určitou omezenou dobu náležela absolutní moc a jehož rozhodnutí by tak nemohlo být nikým zrušeno. Údajně devět let po vyhnání posledního krále Tarquinia Superba byl proto zřízen úřad diktátora (dictatura).
Podle nejpůvodnějšího zákona upravujícího ustanovování diktátorů (lex de dictatore creando) nebyl k zastávání tohoto úřadu způsobilý nikdo, kdo předtím nepůsobil alespoň jako konzul. Ovšem v několika málo případech tato podmínka nebyla dodržena. Když bylo určení diktátora seznáno za nezbytné, přijal senát usnesení, kterým jednoho z konzulů opravňoval ke jmenování diktátora. Konzulové tak činili bez jakýchkoli svědků, vždy mezi půlnocí a ránem. Žádný jiný úředník kromě konzula nebyl oprávněn k ustavení diktátora. Zdá se, že senát v usnesení obvykle uváděl jméno osoby, jež měla být konzulem pověřena, přesto konzul nebyl vázán tímto doporučením. Výjimečně ustavili konzulové diktátorem jinou osobu, než kterou si přál senát. V pozdějších dobách senát pověřoval úřadem diktátora toho konzula, který byl nejblíže dostupný. Jmenování probíhalo zásadně v Římě. Jestliže konzulové nebyli přítomní, byl jeden z nich za tímto účelem povolán do města. Pokud ani to nebylo možné, bylo senatusconsultum opravňující ke jmenování odesláno některému z konzulů, který poté diktátora jmenoval ve svém vojenském táboře. Vždy však bylo dodržováno pravidlo, podle něhož nesměla být nominace realizována mimo území Itálie. Zpočátku byl úřad diktátora vyhrazen pouze pro patricije. Prvního diktátora z řad plebejů, Gaia Marcia Rutila, jmenoval v roce 356 př. n. l. plebejský konzul Marcus Popillius Laenas.
Podle příčiny, jež vedla k ustavení diktátora, bylo rozlišováno několik druhů diktatur. Nejčastější byl diktátor rei gerendae causa (k vedení války), který byl ustavován v době vojenského ohrožení. Mezi další typy patřila diktatura k uklidnění vnitřních nepokojů (seditionis sedandae causa), k provedení voleb (comitiorum habendorum causa), k rituálnímu úkonu v Jovově chrámu (clavi figendi causa), k určení svátků při zjevení se jistých znameních (feriarum constituendarum causa), k uspořádání her (ludorum faciendorum causa), k provedení soudního řízení (quaestionibus exercendis) a k doplnění mezer v senátu (legendo senatui).

## Kompetence
Diktátor třímal nejvyšší výkonnou moc a zároveň byl nejvyšším vojenským velitelem. Stejně jako jiným kurulským úředníkům bylo i diktátorům udělováno imperium. Funkční období diktatury bylo omezeno na šest měsíců, přičemž tato doba nemohla být legálně prodloužena. Často se však stávalo, že diktátoři složili svůj úřad sotva po několika dnech ve funkci, neboť záležitost, jež byla důvodem jejich jmenování, byla již vyřízena. V momentě jmenování diktátora došlo k omezení kompetencí konzulů a ostatních magistrátů s výjimkou tribunů lidu. Mnohdy se uvádí, že výkon a plnění veškerých pravomocí a povinností řádných magistrátů byl pozastaven, což ale neodpovídá zcela skutečnosti. Úředníci nadále pokračovali v uskutečňování jim svěřených úkolů podle charakteru jejich funkce, avšak nebyli již zcela nezávislí, nýbrž byli podřízeni imperiu diktátora, pročež museli bezvýhradně uposlechnout jeho nařízení v jakékoli záležitosti. Pokud by tyto příkazy nepovažovali za směrodatné, mohl je diktátor zbavit jejich úřadu.
Nadřazenost diktátorovy moci nad mocí konzulů vycházela především z jeho nezávislosti na usneseních senátu, z jeho širší pravomoci potrestat kohokoli bez soudního řízení a z nemožnosti činit ho odpovědným za jeho jednání během výkonu diktatury. Ovšem tím, co diktátorovi nejvíce zajišťovalo kontrolu nad Římem, byla skutečnost, že postrádal ve svém úřadě kolegu. Jeho rozhodnutí ke svému uskutečnění tudíž nevyžadovala souhlas jiného úředníka. Na rozdíl od konzulů, kteří museli každý svůj krok projednávat se senátem, diktátor směl jednat zcela podle vlastní vůle, aniž by se dotazoval mínění senátorů. I přesto diktátoři obvykle usilovali o shodu se senátem. Vůči rozsudku vyneseném diktátorem neexistovala žádná možnost odvolání (ledaže by diktátor změnil svůj názor), pročež liktoři obklopující diktátora nosili sekery ve svazcích prutů (fasces) dokonce i ve městě, což symbolizovalo diktátorovu absolutní moc nad životy spoluobčanů. Součástí diktátorova imperia bylo oprávnění vládnout prostřednictvím výnosů a měnit římské zákony podle toho, jak uznal za vhodné. Tyto změny trvaly jen po tu dobu, kdy diktátor setrvával v úřadě. Mohl tak do římského práva implementovat nové normy, které nevyžadovaly schválení některým z římských shromáždění (comitia), jež však byly často i tak předkládány k potvrzení hlasováním. Jako příklad tohoto postupu lze uvést Sullou zavedené proskripce. Obdobně směl diktátor působit jako nejvyšší soudní instance. Tato jeho soudní moc činila z diktátora nejvyšší autoritu ve vojenských i civilních záležitostech.
Vzájemný poměr mezi diktaturou a tribunátem lidu nebyl nijak zvlášť upraven. Tribuni lidu si jako jediní z magistrátů zachovali i po jmenování diktátora svoji nezávislost, zatímco ostatní magistráti museli vykonávat diktátorovy příkazy. Přesto neexistuje jediný důvod domnívat se, že vykonávali nějaký druh kontroly nad diktátorem, nebo že by mohli znemožnit provedení jeho opatření uplatněním svého práva veta, jako tomu bylo v případě konzulů. Všeobecně se soudí, že chybějící regulace vztahu těchto dvou magistratur je důsledkem pozdějšího zřízení úřadu tribunů lidu.
Žádný římský úředník obdařený imperiem nemohl být během svého funkčního období volán k zodpovědnosti za své činy. Nicméně poté, co jeho imperium uplynulo, mohl každý bývalý magistrát čelit soudnímu řízení za své nezákonné skutky z doby úřadování. Na diktátora se však tato zásada nevztahovala. Během výkonu úřadu byl nedotknutelný a stejně tak po jeho složení nebyl povinen zodpovídat se ze svých úředních úkonů bez ohledu na to, zda byly v souladu se zákonem. Z právního hlediska se s diktátorovými činy zacházelo, jako by nikdy nenastaly. Diktátorovi v podstatě náležela moc srovnatelná s královskou, jež se odlišovala pouze svojí omezenou dobou, po níž mohla být uplatňována. Kromě toho diktátor nedisponoval státní pokladnou, ale pouze s prostředky, které mu přidělili senátoři. Dále nesměl opustit Itálii, jelikož by se tak mohl stát vážným nebezpečím pro republiku (jedinou výjimkou z této zásady představovala diktatura Atilia Calatina za první punské války). Rovněž nesměl jezdit v Římě na koni bez předchozího svolení lidu (Římanům by tím totiž příliš připomínal krále). Odznaky diktátora byly takřka stejné jako insignie králů z dávných dob resp. konzulů. Oproti konzulům ho nedoprovázelo dvanáct nýbrž dvacet čtyři liktorů. Diktátorovi také náleželo kurulské křeslo a toga praetexta.

### Velitel jízdy
Diktátorovým zástupcem a pobočníkem byl velitel jízdy, resp. velitel jezdectva (magister equitum). Jak napovídá název titulu tohoto úředníka, velitel jízdy vedl v bitvě římské jezdectvo, zatímco diktátor stál v čele legií. Jeho výběr byl většinou ponecháván na vůli diktátora. V některých případech však bylo i jeho jméno výslovně určeno v usnesení senátu. Diktátor nesměl nikdy zůstat bez velitele jízdy. Jestliže velitel jízdy zemřel před uplynutím diktatury, musel být na jeho místo jmenován někdo jiný. Veliteli jízdy příslušelo praetorské imperium a byl tedy podřízen imperiu diktátora. V diktátorově nepřítomnosti vystupoval jako jeho zástupce a vykonával tytéž kompetence jako diktátor. Protože imperium velitele jízdy nebylo pokládáno za rovnocenné s konzulským, ale spíše s praetorským, postačovalo, aby osoba, která byla nominována na tuto funkci, zastávala dříve alespoň praeturu. Tato zásada ale nebyla dodržována bezvýhradně.

## Nahrazení diktatury
Diktátoři byli ustavováni jen tak dlouho, dokud Římané vedli války v Itálii. K ojedinělému příkladu jmenování diktátora za účelem řízení vojenských operací mimo italské teritorium došlo za první punské války, jelikož však panovaly značné obavy ze zneužití tak veliké moci, k opakování tohoto postupu již nikdy nedošlo. Nicméně po bitvě u Trasimenského jezera v roce 217 př. n. l., kdy Hannibal ohrožoval samotný Řím, bylo opět zapotřebí určit diktátora, jímž se stal Quintus Fabius Maximus. V následujícím roce byl po porážce v bitvě u Kann jmenován diktátorem Marcus Junius Pera, což je zmiňováno jako příklad posledního ustavení diktátora rei gerendae causa. Po roce 202 př. n. l. přestala být diktatura užívána. V případě ohrožení vydával senát tzv. senatusconsultum ultimum, jímž byli konzulové pověřeni k provedení nezbytných úkonů k obraně republiky.

## Obnovení diktatury
Teprve po téměř stodvacetileté pauze, po skončení občanské války mezi Gaiem Mariem a Luciem Corneliem Sullou, se druhý jmenovaný ustavil diktátorem legibus scribundis et rei publicae constituendae („pro sepsání zákonů a uspořádání věcí veřejných“). Fakticky se jednalo o úřad funkčně identický s diktaturou rei gerendae causa, od níž se lišil pouze tím, že postrádal časové omezení. Sulla zastával tento úřad po více než dva roky, než sám dobrovolně odstoupil, načež se stáhl z veřejného života do ústraní. O několik desetiletí později obnovil Gaius Julius Caesar diktaturu rei gerendae causa, již ale pozměnil stanovením ročního funkčního období. V roce 46 př. n. l. si svoji dobu úřadování rozšířil na deset po sobě jdoucích funkčních období, čímž se stal vlastně diktátorem na deset let. O další rok později byl i tento časový limit zrušen, když mu dal senát odhlasovat diktaturu „na doživotí“ (dictator perpetuus). Po Caesarově zavraždění o březnových idách roku 44 př. n. l. navrhl jeho kolega v konzulátu Marcus Antonius zákon lex Antonia, kterým byla diktatura zrušena na věčné časy. Úřad byl později nabídnut Augustovi, který ho ale obezřetně odmítl, a místo toho přijal tribunskou pravomoc (tribunicia potestas) a prokonzulské imperium, přičemž nezastával žádné jiné úřady kromě funkcí pontifex maximus („nejvyšší velekněz“) a princeps senatus. Tato kombinace kompetencí mu v podstatě zajistila diktátorskou moc, aniž by přitom musel přijmout tento tolik kontroverzní a nenáviděný titul.

## Seznam římských diktátorů
Údaje označené hvězdičkou (*) nepocházejí z antických pramenů, nýbrž byly dovozeny až moderní historiografií.
| Rok (př. n. l.) | Funkční období | Jméno                                        | Důvod jmenování (causa)                                                                              |
| --------------- | -------------- | -------------------------------------------- | --- |
| 501 či 498      |                | Titus Lartius Flavus                         | Rei gerundae causa                                                                                   |
| 499 či 496      |                | Aulus Postumius Albus Regillensis            | *Rei gerundae causa                                                                                  |
| 494             |                | Manius Valerius Maximus                      | *Rei gerundae causa                                                                                  |
| 463             |                | Gaius Aemilius Mamercus?                     | *Clavi figendi causa                                                                                 |
| 458             | 1.             | Lucius Quinctius Cincinnatus                 | Rei gerundae causa                                                                                   |
| 439             | 2.             | Lucius Quinctius Cincinnatus                 | *Rei gerundae causa či *seditionis sedandae causa                                                    |
| 437             | 1.             | Mamercus Aemilius Mamercinus                 | *Rei gerundae causa                                                                                  |
| 435             | 1.             | Quintus Servilius Priscus Fidenas            | *Rei gerundae causa                                                                                  |
| 434             | 2.             | Mamercus Aemilius Mamercinus                 | *Rei gerundae causa                                                                                  |
| 431             |                | Aulus Postumius Tubertus                     | *Rei gerundae causa                                                                                  |
| 426             | 3.             | Mamercus Aemilius Mamercinus                 | *Rei gerundae causa                                                                                  |
| 418             | 2.             | Quintus Servilius Priscus Fidenas            | *Rei gerundae causa                                                                                  |
| 408             |                | Publius Cornelius Rutilus Cossus             | *Rei gerundae causa                                                                                  |
| 396             | 1.             | Marcus Furius Camillus                       | *Rei gerundae causa                                                                                  |
| 390             | 2.             | Marcus Furius Camillus                       | *Rei gerundae causa                                                                                  |
| 389             | 3.             | Marcus Furius Camillus                       | *Rei gerundae causa                                                                                  |
| 385             |                | Aulus Cornelius Cossus                       | *Rei gerundae causa                                                                                  |
| 380             |                | Titus Quinctius Cincinnatus Capitolinus      | *Rei gerundae causa                                                                                  |
| 368             | 4.             | Marcus Furius Camillus                       | Rei gerundae causa                                                                                   |
| 368             |                | Publius Manlius Capitolinus                  | Seditionis sedandae et rei gerendae causa                                                            |
| 367             | 5.             | Marcus Furius Camillus                       | Rei gerundae causa                                                                                   |
| 363             |                | Lucius Manlius Capitolinus Imperiosus        | Clavi figendi causa                                                                                  |
| 362             |                | Appius Claudius Crassus Inregillensis        | *Rei gerundae causa                                                                                  |
| 361             |                | Titus Quinctius Poenus Capitolinus Crispinus | Rei gerundae causa                                                                                   |
| 360             |                | Quintus Servilius Ahala                      | Rei gerundae causa                                                                                   |
| 358             |                | Gaius Sulpicius Peticus                      | *Rei gerundae causa                                                                                  |
| 356             |                | Gaius Marcius Rutilus                        | *Rei gerundae causa                                                                                  |
| 353             | 1.             | Titus Manlius Imperiosus Torquatus           | *Rei gerundae causa                                                                                  |
| 352             |                | Gaius Iulius Iullus                          | *Rei gerundae causa                                                                                  |
| 351             |                | Marcus Fabius Ambustus                       | Comitiorum habendorum causa                                                                          |
| 350             | 1.             | Lucius Furius Camillus                       | Comitiorum habendorum causa                                                                          |
| 349             | 2.             | Titus Manlius Imperiosus Torquatus           | Comitiorum habendorum causa                                                                          |
| 345             | 2.             | Lucius Furius Camillus                       | *Rei gerundae causa                                                                                  |
| 344             |                | Publius Valerius Publicola                   | Feriarum constituendarum causa                                                                       |
| 342             | 1.             | Marcus Valerius Corvus                       | *Seditionis sedandae causa et rgc či *rei gerundae causa                                             |
| 340             |                | Lucius Papirius Crassus                      | *Rei gerundae causa                                                                                  |
| 339             |                | Quintus Publilius Philo                      | *Rei gerundae causa                                                                                  |
| 337             |                | Caius Claudius Inrelligensis                 | *Rei gerundae causa; jmenování shledáno vadným, pročež se úřadu vzdal                                |
| 335             |                | Lucius Aemilius Mamercinus Privernas         | Comitiorum habendorum causa                                                                          |
| 333             |                | Publius Cornelius Rufinus                    | *Rei gerundae causa; jmenování shledáno vadným, pročež se úřadu vzdal                                |
| 332             |                | Marcus Papirius Crassus                      | *Rei gerundae causa                                                                                  |
| 331             |                | Gnaeus Quinctius Capitolinus                 | Clavi figendi causa                                                                                  |
| 327             |                | Marcus Claudius Marcellus                    | Comitiorum habendorum causa; jmenování shledáno vadným, pročež se úřadu vzdal                        |
| 325             | 1.             | Lucius Papirius Cursor                       | Rei gerundae causa                                                                                   |
| 324             | 2.             | Lucius Papirius Cursor                       | *Rei gerundae causa                                                                                  |
| 322             |                | Aulus Cornelius Cossus Arvina                | Ludorum faciendorum causa či rei gerundae causa                                                      |
| 321             |                | Quintus Fabius Ambustus                      | Comitiorum habendorum causa; jmenování shledáno vadným, pročež se úřadu vzdal                        |
| 321             |                | Marcus Aemilius Papus                        | Comitiorum habendorum causa                                                                          |
| 320             | 1.             | Gaius Maenius                                | není znám                                                                                            |
| 320             |                | Lucius Cornelius Lentulus                    | *Rei gerundae causa                                                                                  |
| 320             | 3.             | Titus Manlius Imperiosus Torquatus           | *Comitiorum habendorum causa                                                                         |
| 316             |                | Lucius Aemilius Mamercinus Privernas         | Rei gerundae causa                                                                                   |
| 315             | 1.             | Quintus Fabius Maximus Rullianus             | Rei gerundae causa                                                                                   |
| 314             | 2.             | Gaius Maenius                                | Rei gerundae causa                                                                                   |
| 313             |                | Gaius Poetelius Libo Visolus                 | Rei gerundae causa či clavi figendi causa                                                            |
| 313             | 2.             | Quintus Fabius Maximus Rullianus             | *Rei gerundae causa                                                                                  |
| 312             |                | Gaius Sulpicius Longus                       | Rei gerundae causa                                                                                   |
| 312             |                | Gaius Iunius Bubulcus Brutus                 | *Rei gerundae causa                                                                                  |
| 310             | 3.             | Lucius Papirius Cursor                       | *Rei gerundae causa                                                                                  |
| 309             | 4.             | Lucius Papirius Cursor                       | *Rei gerundae causa                                                                                  |
| 306             |                | Publius Cornelius Scipio Barbatus            | Comitiorum habendorum causa                                                                          |
| 302             | 2. ?           | Gaius Iunius Bubulcus Brutus                 | *Rei gerundae causa                                                                                  |
| 302             | 2.             | Marcus Valerius Corvus                       | *Rei gerundae causa                                                                                  |
| 301             | 3.             | Marcus Valerius Corvus                       | *Rei gerundae causa                                                                                  |
| 292–285         |                | Marcus Aemilius Barbula                      | není znám                                                                                            |
| 291–285         |                | Appius Claudius Caecus                       | není znám                                                                                            |
| 291–285         |                | Publius Cornelius Rufinus                    | není znám                                                                                            |
| 287             |                | Quintus Hortensius                           | *Seditionis sedandae causa či *rei gerundae causa                                                    |
| 280             |                | Gnaeus Domitius Calvinus Maximus             | Comitiorum habendorum causa                                                                          |
| 263             |                | Gnaeus Fulvius Maximus Centumalus            | Clavi figendi causa                                                                                  |
| 257             |                | Quintus Ogulnius Gallus                      | Latinarum feriarum causa                                                                             |
| 249             |                | Marcus Claudius Glicia                       | není znám                                                                                            |
| 249             |                | Aulus Atilius Caiatinus                      | Rei gerundae causa                                                                                   |
| 246             |                | Tiberius Coruncanius                         | Comitiorum habendorum causa                                                                          |
| 231             |                | Gaius Duilius                                | Comitiorum habendorum causa                                                                          |
| 224             |                | Lucius Caecilius Metellus                    | Comitiorum habendorum causa                                                                          |
| 221             | 1.             | Quintus Fabius Maximus Cunctator             | není znám                                                                                            |
| 217             | 2.             | Quintus Fabius Maximus Cunctator             | Interregni causa                                                                                     |
| 217             |                | Lucius Veturius Philo                        | Comitorium habendorum causa; jmenování shledáno vadným, pročež se úřadu vzdal                        |
| 216             |                | Marcus Iunius Pera                           | Rei gerundae causa; jediný případ současného působení dvou diktátorů – současně s M. Fabiem Buteonem |
| 216             |                | Marcus Fabius Buteo                          | Senatus legendi causa; jediný případ současného působení dvou diktátorů – současně s M. Iuniem Perou |
| 213             |                | Gaius Claudius Centho                        | Comitiorum habendorum causa                                                                          |
| 210             |                | Quintus Fulvius Flaccus                      | Comitiorum habendorum causa                                                                          |
| 208             |                | Titus Manlius Torquatus                      | Comitiorum habendorum causa či ludorum faciendorum causa                                             |
| 207             |                | Marcus Livius Salinator                      | Comitiorum habendorum causa                                                                          |
| 205             |                | Quintus Caecilius Metellus                   | Comitiorum habendorum causa                                                                          |
| 203             |                | Publius Sulpicius Galba Maximus              | Comitiorum habendorum causa                                                                          |
| 202             |                | Gaius Servilius Geminus                      | Comitiorum habendorum causa                                                                          |
| 82/81–81        |                | Lucius Cornelius Sulla Felix                 | Legibus faciendis et rei publicae constituendae causa                                                |
| 49              | 1.             | Gaius Iulius Caesar                          | Rei gerundae causa                                                                                   |
| 48              | 2.             | Gaius Iulius Caesar                          | Rei gerundae causa                                                                                   |
| 47              | 3.             | Gaius Iulius Caesar                          | Rei gerundae causa                                                                                   |
| 46              | 4.             | Gaius Iulius Caesar                          | Rei gerundae causa                                                                                   |
| 45              | 5.             | Gaius Iulius Caesar                          | Rei gerundae causa                                                                                   |
| 44              | 6.             | Gaius Iulius Caesar                          | perpetuus                                                                                            |